# Montxegorsk
Montxegorsk (en rus Мончегорск) és una ciutat de l'óblast de Múrmansk, a Rússia. Es troba a la península de Kola, als peus del massís dels Khibini, a la vora del llac Ímandra. És a 116 km al sud de Múrmansk i a 1.377 km al nord de Moscou.

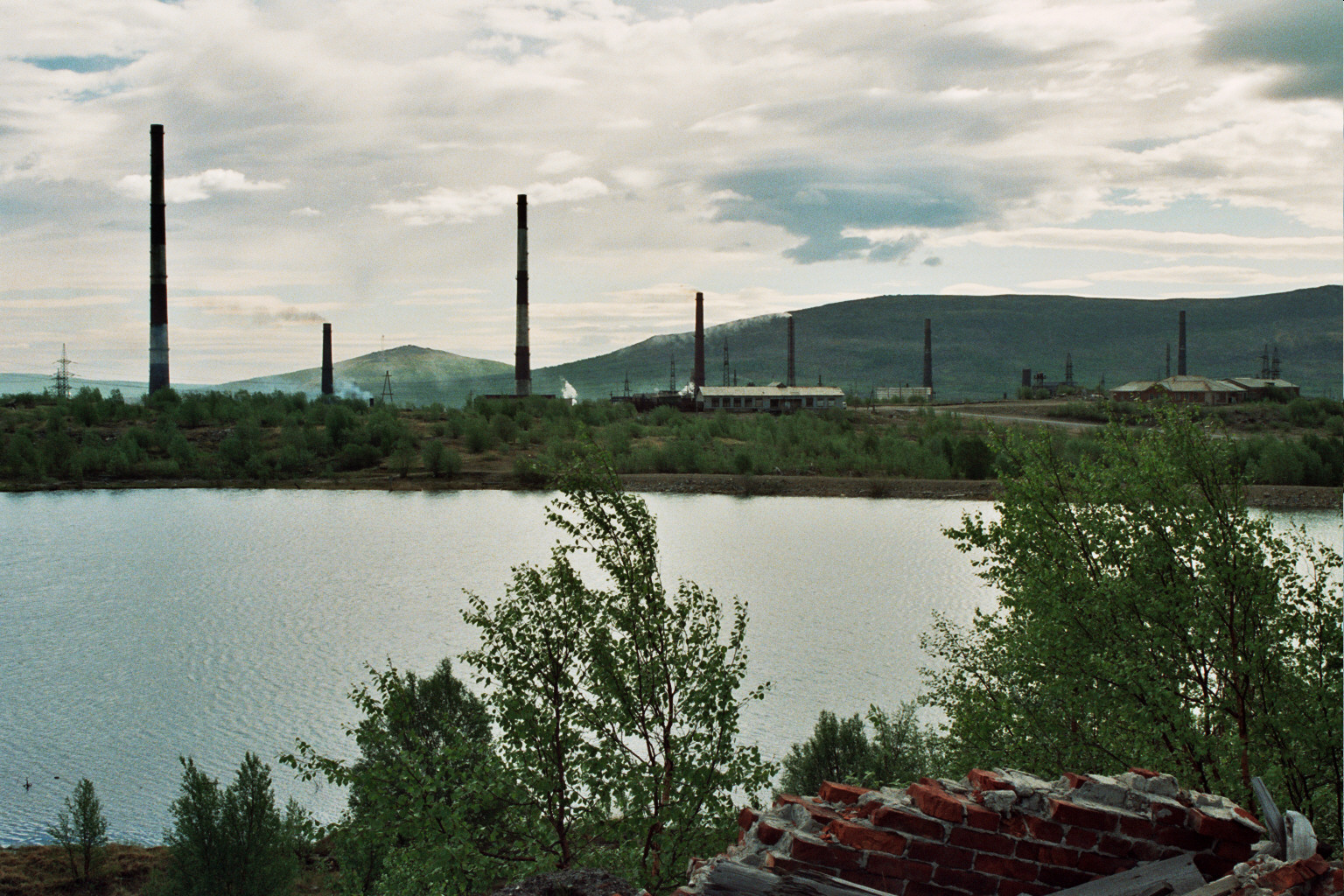
Fàbriques de tractament de níquel i de coure.

La ciutat fou fundada el 1937 en relació amb l'explotació d'un jaciment de níquel. Fou un centre industrial important, amb l'explotació minera i la metal·lúrgia de coure i de níquel.
La ciutat també té una base aèria.